# Завидово (Конаковский район)
Зави́дово — село в Конаковском районе Тверской области России, входит в состав сельского поселения «Завидово». Расположено на реке Дойбице.

## История
Упоминается в летописях с 1560 года как Новое Завидово. Предположительно основано Новгородским посадником Завидом. Было владением Ивана Грозного, Бориса Годунова, греческого иерарха Арсения Элассонского. По почтовому тракту, обслуживаемому ямщиками села Завидово, проезжали Г. Р. Державин, Н. М. Карамзин, А. Н. Радищев, И. А. Крылов, А. С. Пушкин, М. Ю. Лермонтов, патриарх Никон и все другие известные люди XVIII—XIX веков.
В XIX — начале XX века село было центром Завидовской волости Клинского уезда Московской губернии. В 1929 году, после ликвидации губерний, в составе Московской области был образован Завидовский район c центром в посёлке Новозавидовский, село Завидово стало центром крупнейшего в этом районе сельсовета. В 1935 году Завидовский район вошёл в Калининскую область, а в 1960 году Завидовский район присоединён к Конаковскому району.
Между 1938 и 1949 годом на станции несколько лет прожила в 100-километровой зоне от Москвы вторая жена Колчака Анна Тимирёва.
2006—2012 гг. — административный центр Завидовского сельского поселения.

## Население
| 2010 |
| ---- |
| 1395 |

### Известные жители
- Барабошкин, Виктор Иванович (1924—1970-е) — разработчик гранатомётных комплексов, лауреат Ленинской премии (1964).
- Климов, Михаил Георгиевич (1881—1937) — дирижёр-хормейстер, главный дирижёр (1917—1935) и директор (1919—1930) Петербургской капеллы.
- Розанов, Сергей Петрович (1884—1950) — врач-гигиентист, профессор.

Алексий (1910—1988) — митрополит Калининский и Кашинский; похоронен за алтарём Успенской церкви в Завидово.

## Транспорт и экономика
Через село проходит автомагистраль Москва — Санкт-Петербург М10 E 105. Станция Завидово Октябрьской железной дороги, названная по имени села, расположена в 6 км к северо-западу от села. При ней возник посёлок (пгт) Новозавидовский.
Действует туристический и спортивный комплекс.

## Достопримечательности
В центре села расположен храмовый комплекс, включающий в себя храм Успения Пресвятой Богородицы, храм Живоначальной Троицы и пятиярусную колокольню, возведённую в 2003 году на месте разрушенной в 1950-е годы и имеющую самую большую звонницу Тверской епархии. Самым ранним сооружением комплекса является Успенская церковь, строительство которой относят ко второй половине 1610-х — началу 1620-х годов. Однако её первоначальный облик был изменён реконструкцией конца XVIII — середины XIX века. С 1980 года до кончины в 2020 году настоятелем храма Успения Пресвятой Богородицы был протоиерей Валерий Ильин.
На территории храмового комплекса расположены четыре музея: музей истории храмового комплекса села Завидово, музей народных промыслов, музей «Ямщицкая изба», музей «Государева дорога» (открыт в июне 2017 года и посвящён истории создания дороги от Москвы до Санкт-Петербурга и самого населённого пункта).